# Az Amerikai Egyesült Államok légierejének hírszerzése
Az Amerikai Egyesült Államok légierejének hírszerzése (Air Force Intelligence, Surveillance and Reconnaissance Agency AFISRA) az Amerikai Egyesült Államok Hírszerző Közösségének része, önálló katonai hírszerző szervezet. Feladata, hogy időszerű, lényeges és pontos információkkal minden vezetési szinten közvetlenül támogassa a légierő tevékenységét. Fő célja, mint általában katonai titkosszolgálatoknak, hogy az amerikai haderő információs fölényre tegyen szert, eredményesen gyűjtsön, elemezzen és használjon fel a tényleges vagy potenciális ellenfélre vonatkozó információkat, ugyanakkor megvédje saját titkait, derítse fel és hárítsa el a külföldi titkosszolgálatok hasonló törekvéseit. Ezeknek a céloknak az elérése érdekében az AFISRA szorosan együttműködik a többi amerikai katonai és polgári biztonsági szolgálattal.

## Szervezete
A légierő hírszerző szolgálata a légierő szervezetébe integrálva tevékenykedik, az ügynökség parancsnokának közvetlen felettese a légierő vezérkari főnökének a hírszerzéséért felelős helyettese. A légierő hírszerző tisztjei az összhaderőnemi parancsnokságok hírszerző központjaiban dolgoznak. A légierő hírszerzésének személyi állománya, technikai eszközei be vannak ágyazva az összhaderőnemi parancsnokság repülő egységébe. Az ügynökség 17 000 munkatársa 65 állomáshelyen tevékenykedik világszerte.
Az Amerikai Védelmi Minisztérium a hírszerzés, megfigyelés és felderítés feladatát az ügynökség vonatkozásában úgy határozta meg, hogy az egy olyan tevékenység, amely szinkronizálja és integrálja a szenzorok és eszközök, valamint a feldolgozó és elosztó rendszerek tervezését és működtetését a folyamatban lévő és jövőbeli műveletek támogatása érdekében. Ez egy integrált hírszerzői és hadműveleti tevékenység.
A légierő hírszerző szolgálata mind nagyobb kihívásokkal szembesül, ahogy Az Amerikai Egyesült Államok katonai műveleteinek természete változóban van. A politikusok és a katonai vezetők egyaránt igyekeznek lépést tartani a dinamikusan változó nemzetbiztonsági környezettel. A potenciális hadszínterek többdimenzióssá váltak, a földön, a tengeren, a levegőn, a világűrön kívül az virtuális tér is megjelent közöttük.
A légierő hírszerzése feladatainak megvalósítása érdekében világszerte felderítő, megfigyelő repülőgépeket tart üzemben; ezek között a híres U–2, RC–135 mellett egyre nagyobb szerepet játszanak a pilóta nélküli repülő eszközök, a drónok. A légierő napi tevékenységének támogatása érdekében a repülőezredek és -századok szintjén a hírszerzés interoperábilis analitikai eszközöket és elosztó rendszereket alkalmaz,  hogy a különböző forrásokból, a Hírszerző Közösség többi ügynökségétől  kapott információkat a légierő speciális igényeihez alkalmazza. 
Az AFISR szervezeti felépítése lehetővé teszi a nemzetbiztonsági érdekek szem előtt tartását. Szoros operatív-hírszerző együttműködést alakítottak ki a Pentagonról egészen a pilótafülkéig. Egységesen kezelik a
légtérrendszerekre és a potenciális ellenség képességeire, szándékaira vonatkozóan szerzett adatokat, és ezek a hírszerzés! anyagok közvetlenül segítik a harcoló alakulatokat, a politikai döntéshozókat valamint a
fegyverzetek beszerzésével foglalkozó részlegeket is.

## Fordítás
- Ez a szócikk részben vagy egészben  az   Air Force Intelligence, Surveillance and Reconnaissance Agency című angol Wikipédia-szócikk ezen változatának fordításán alapul.  Az eredeti cikk szerkesztőit annak laptörténete sorolja fel. Ez a jelzés csupán a megfogalmazás eredetét és a szerzői jogokat jelzi, nem szolgál a cikkben szereplő információk forrásmegjelöléseként.